# Contrôle qualité
Pour les articles homonymes, voir Contrôle.

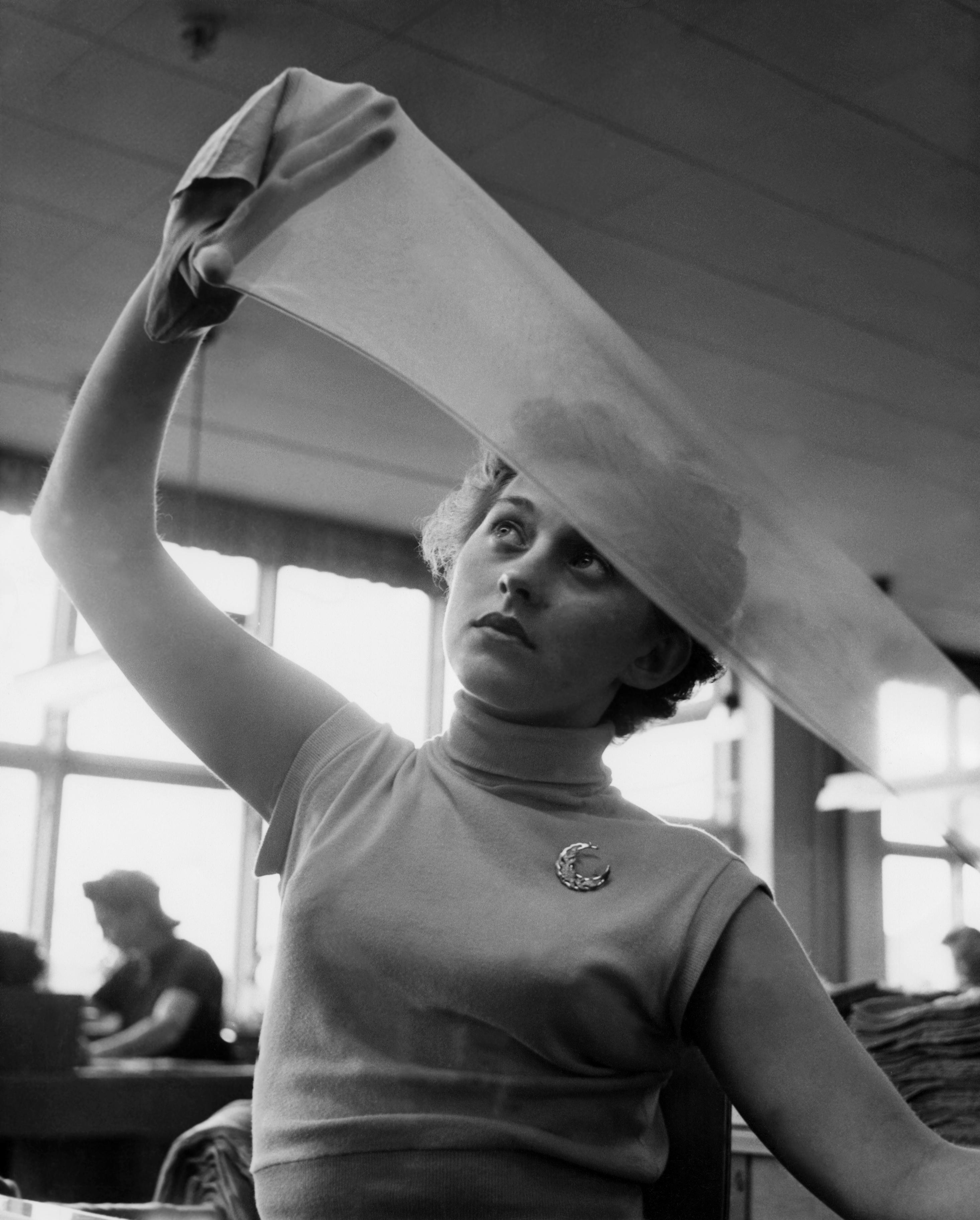
Contrôle qualité du nylon, 1954, Malmö. Photographie conservée au musée nordique.

Le contrôle qualité est un aspect de la gestion de la qualité.
Le contrôle est une opération destinée à déterminer, avec des moyens appropriés, si le produit (y compris, services, documents, code source) contrôlé est conforme ou non à ses spécifications ou exigences préétablies et incluant une décision d'acceptation, de rejet ou de retouche.

## Enjeux du contrôle qualité

Logigramme

L'ancienne norme ISO 8402 (maintenant annulée) en donnait la définition suivante :
« Contrôle : activités telles que mesurer, examiner, essayer ou passer au calibre une ou plusieurs caractéristiques d'une entité et comparer les résultats aux exigences spécifiées en vue de déterminer si la conformité est obtenue pour chacune des caractéristiques. » (ISO8402:1994, § 2.15.).
Le contrôle est un acte technique permettant de déterminer la conformité d'un produit. Pour effectuer un contrôle sur un produit, il faut au préalable en déterminer les caractéristiques et choisir les limites (les usineurs diraient les tolérances) à l'intérieur desquelles le produit est conforme. Il faut que ces limites soient connues par le « contrôleur » qui effectuera le contrôle.
Il implique également qu'à l'issue de l'acte technique de contrôle, une décision soit prise en ce qui concerne la conformité :
- produit conforme ;
- produit non conforme qui doit être rebuté ;
- produit non conforme pouvant être retouché ;
- produit non conforme pouvant être accepté en dérogation.

## Les caractéristiques d'un contrôle
Un contrôle est défini par un certain nombre de paramètres :
- la fréquence de contrôle : systématique, par prélèvement ;
- la ou les caractéristiques du produit qui doivent être contrôlée(s) ;
- le type de contrôle : non destructif, destructif (parfois appelé « essai ») ;
- la méthode de contrôle : par mesure, par comparaison (défauthèque), par appréciation (contrôle visuel par exemple) ;
- les moyens de contrôle à utiliser : appareil de mesure, référentiel ;
- l'entité qui réalise le contrôle : personnel de fabrication (autocontrôle[5]), personnel spécialisé, personnel d'encadrement, machine (automatisation du contrôle).

Pour choisir les caractéristiques d'un contrôle, il faut tenir compte des contraintes techniques (criticité de la caractéristique à contrôler, précision nécessaire de l’appareil de mesure, qualification du personnel effectuant le contrôle, etc.) mais également des contraintes économiques. L'aspect économique joue sur la nature du contrôle, sur les moyens à engager et sur les caractéristiques à contrôler. Il faut choisir en priorité, les caractéristiques ayant une influence sur la sécurité, la fonctionnalité du produit. Le risque associé à la non détection doit être pris en compte. Le donneur d'ordre peut limiter ce choix en imposant un certain nombre de caractéristiques à contrôler et/ou de contrôles à effectuer.

### La fréquence de contrôle

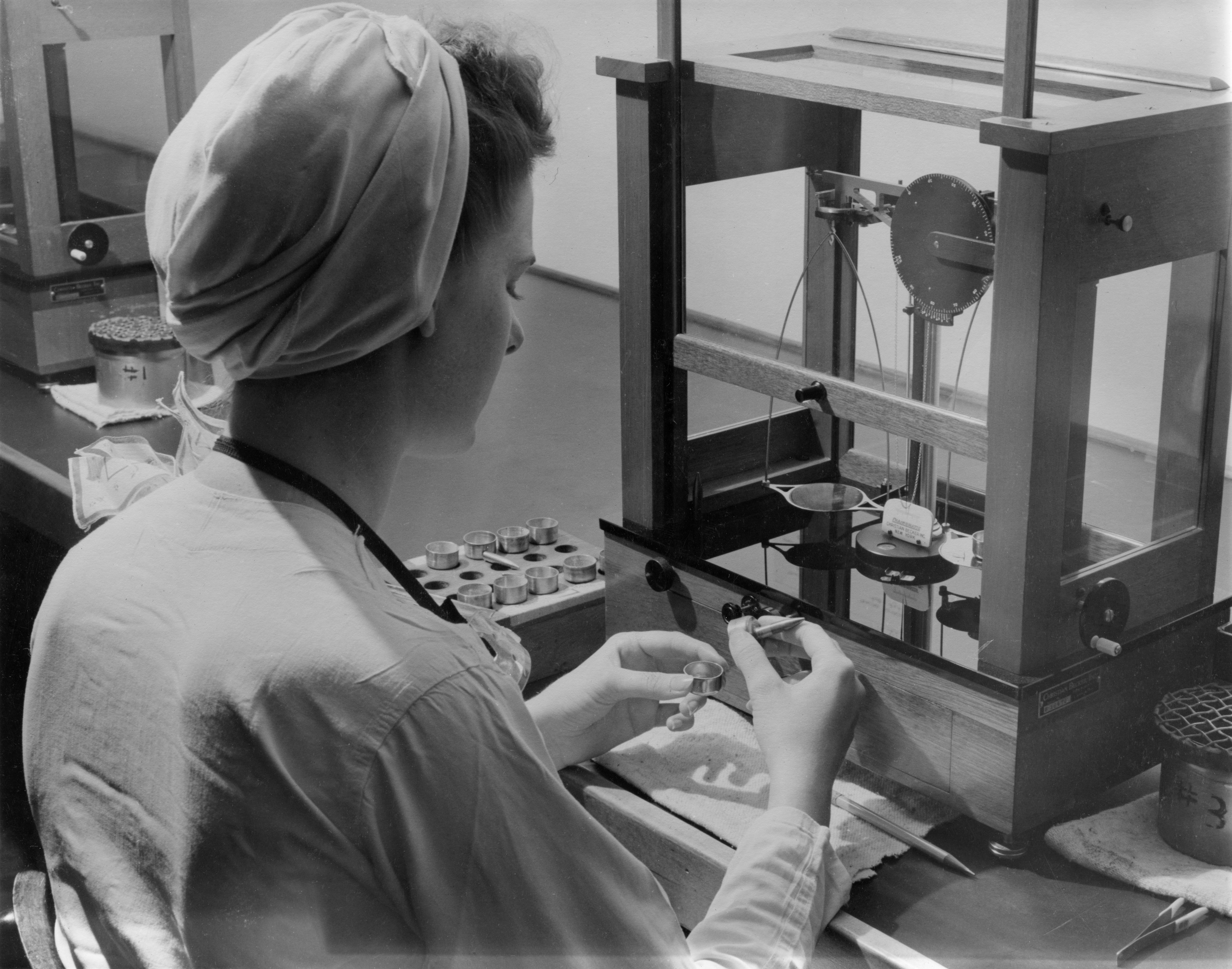
Technicienne canadienne en contrôle qualité, fabrication de munitions, Seconde guerre mondiale

Si un contrôle est effectué de manière systématique sur la totalité (100 %) des pièces, il permet d'effectuer un tri et d'éliminer directement les non-conformités. C'est une méthode souvent longue et coûteuse qui ne peut être choisie systématiquement.
Le contrôle par prélèvement a plutôt pour objectif de détecter une dérive de la fabrication. Les méthodes peuvent être empiriques. Dans ce cas, l'on choisit une fréquence et une taille de prélèvement du type « x pièces toutes les heures », « tous les lots de fabrication », etc. Les méthodes peuvent être de type statistique en utilisant des méthodes MSP où des normes spécifiques à ce type de contrôle.

### Types de contrôle
- Contrôle non destructif :

Certains contrôles peuvent être effectués sans détruire la pièce ou l'ensemble qui doit être contrôlé : mesures dimensionnelles, électriques, de couleur, etc. De mêmes certaines méthodes de contrôle appelées non destructives (contrôle par ultrasons, contrôle par ressuage, etc.) permettent de contrôler certaines caractéristiques comme la santé matière.
- Contrôle destructif :

Dans certains cas, il n'est pas possible de contrôler une caractéristique sans détruire le produit à contrôler. Il est donc impossible de contrôler toutes les pièces. Le contrôle destructif d'un nombre limité de produit valide un lot. Dans ce cas le contrôle s'accompagne ou même parfois est remplacé par un contrôle des paramètres de fabrication (température, pression, intensité électrique, etc.) ayant une influence sur l'obtention de la caractéristique ne pouvant être mesuré que par un procédé destructif.
- Contrôle indirect délocalisé :

Lorsque la pièce a une géométrie complexe ou lorsqu'il est nécessaire d'effectuer des contrôles sur des zones inaccessibles pour les instruments de mesure (fond de filet, sillon, orifice, paroi intérieure d'une pièce…), le contrôle indirect délocalisé permet d'éviter le contrôle destructif pour toutes les mesures dimensionnelles, de rugosité et d'état de surface. Le contrôle n'est plus effectué directement sur la pièce, mais sur son empreinte, son moule négatif réalisé en polymère de type Plastiform.

### Les moyens de contrôle

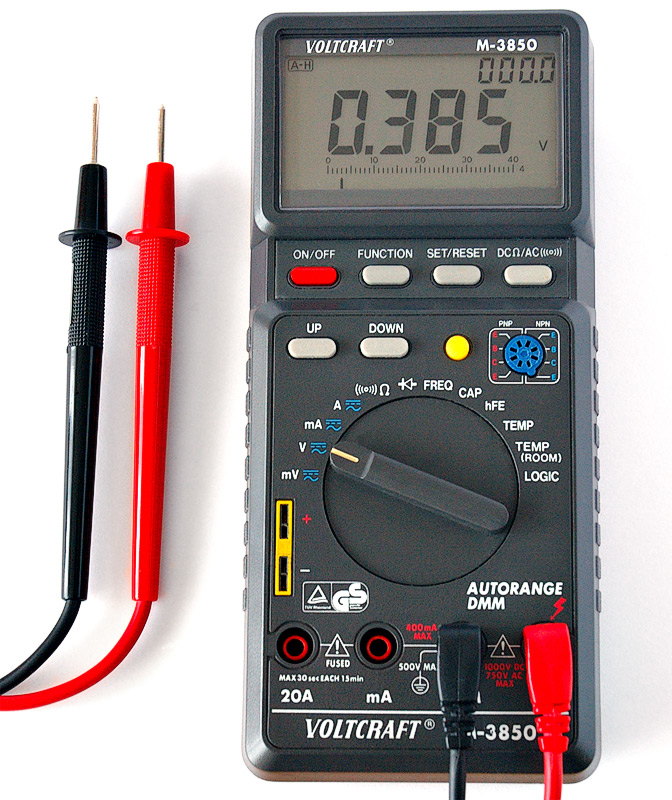
Un appareil de mesure électrique : le multimètre

Si pour effectuer un contrôle, le contrôleur utilise un appareil de mesure, il doit être adapté à la mesure, donner le « bon » résultat et être maintenu. Là également, les choix techniques doivent tenir compte des données économiques (coût d'achat, de fonctionnement, de maintenance). La problématique des moyens de mesure est à rapprocher du paragraphe 7.6. (Maîtrise des dispositifs de surveillance et de mesure) de la norme ISO9001:2000.
Le choix de l'appareil est une décision technique et économique : pour mesurer une dimension, dois-je utiliser un réglet, un pied à coulisse, une machine à mesurer tridimensionnelle ? Ce choix est étroitement lié à la question du « bon résultat ». Pour cela, il faut se poser la question de la capabilité du moyen de mesure, des incertitudes de mesure. Il ne faut pas négliger le bon sens. Inutile d'utiliser un réglet si l'on recherche une mesure au micromètre. Inversement, il n'y a peu de raisons d'utiliser une machine de mesure tridimensionnelle si je recherche une mesure à quelques millimètres.
Il faut tenir compte des conditions d'utilisation : la mesure est-elle effectuée en laboratoire avec une température régulée, dans un atelier dans des conditions difficiles, sur un chantier exposé aux intempéries? Dans un atelier on privilégiera un instrument de robustesse correcte, mono fonction et d'une précision moyenne. Pour un chantier, où il est souvent difficile d'avoir beaucoup d'appareils et où les conditions peuvent être difficiles, il sera plutôt multifonction et surtout robuste.
L'entretien de l'appareil est lié à la maintenance proprement dite : l'appareil doit être maintenu en bon état de fonctionnement et doit être réparé ou remplacé en cas de panne. Mais, il est aussi lié à l'étalonnage ou à la vérification de l'appareil. Cela répond à l'exigence de l'ISO 9001:2000 : « […] Les appareils de mesure doivent être étalonnés ou vérifiés à des intervalles spécifiés ou avant leur utilisation, par rapport à des étalons de mesure reliés à des étalons de mesure internationaux ou nationaux. »

## La position d'un contrôle
Les anciennes versions de la norme ISO 9001 (version 1987 et 1994) prévoyaient trois types de contrôle : à la réception, en cours de réalisation (fabrication) et en finals. Si cette classification est un peu moins explicite dans la dernière version (2000) de cette norme, elle reste pertinente. Chacun de ces trois types de contrôle présente des spécificités.
Le contrôle à réception concerne les matières premières au sens large qui seront utilisées dans la fabrication. Une bonne part de ces contrôles peut être effectuée par le fournisseur lui-même. Celui-ci étant spécialisé dans la production de cette matière, il est généralement plus qualifié et mieux équipé pour effectuer les contrôles et essais sur son produit. Ce système repose sur une contractualisation du plan de contrôle, un système de surveillance souvent à base d'audit ou de réception dans les ateliers du fournisseur. La livraison étant souvent alors accompagné d'un document (certificat de conformité, procès-verbal d'essais…).
Le contrôle en fabrication répond à plusieurs objectifs : éliminer les non-conformités, détecter les dérives et ainsi participer au pilotage de la fabrication. L'élimination des non-conformités en cours de fabrication répond à un impératif économique : plus le produit non conforme est rebuté tôt moins la valeur ajoutée est importante. Mais également certaines caractéristiques ne sont plus accessibles lorsque le produit est fini. Il est donc nécessaire d'effectuer le contrôle avant que la caractéristique ne soit masquée. Mais le contrôle en fabrication est aussi un instrument de pilotage. Il permet de détecter les dérives et ainsi d'apporter les actions correctives. Si cette détection est bien menée, la correction peut être menée avant que la non-conformité n'apparaisse.
Le contrôle final est effectué lorsque le produit est complètement terminé.

## Le Contrôle, un élément de la gestion de la qualité ou du management environnemental
Parfois, il existe une certaine confusion entre la notion générale de qualité et le contrôle (appelé parfois le contrôle qualité). Le contrôle s'il est un dispositif important d'un système de gestion de la qualité n'est pas tout le système qualité. À l'inverse, parfois certains mettent en cause la nécessité du contrôle parce que le dispositif qualité est censé prévenir les dérives et non conformités. Si le système de gestion de la qualité vise à la diminution des défauts et des anomalies, il reste cependant nécessaire de vérifier la conformité du produit.
Le contrôle est un des quatre éléments de la boucle d'amélioration continue PDCA à la base des normes ISO 9001:2000 et ISO 14001:2004. le C de PDCA signifiant Contrôle (check en anglais). C'est donc un des éléments indispensable au fonctionnement d'un système de gestion de la qualité ou de management environnemental. Cette notion de contrôle ne s'appliquant dans ces deux normes pas qu'au contrôle d'un produit mais au système entier d'amélioration continue.
Si l'on s'attache au contrôle d'un produit, le contrôle est donc une part du dispositif général de gestion de la qualité d'une entreprise. En amont de la réalisation d'un contrôle, cela implique que les dispositions visant à sa réalisation soient préétablies. Ces dispositions précisent les moyens, les méthodes et les limites de conformités. Concrètement, cela se présente sous forme de plans de contrôle, procédures, consignes, modes opératoires, spécifications, etc. Elles sont élaborées lors de la conception du produit. Elles sont donc une part des données de sortie du processus de conception. Pour être réalisés dans de bonnes conditions, les contrôles doivent être effectués par du personnel formé et qualifié. Les besoins en qualification et formations sont élaborés et gérés par la fonction ressources humaines de l'entreprise. Ce sont des données de sortie de ce processus.
En aval, pour être pleinement intégrés dans un dispositif de gestion de la qualité au sens de l'ISO 9001:2000, les résultats d'un contrôle doivent être enregistrés et ces enregistrements conservés afin de démontrer la conformité du produit contrôlé. Mais le contrôle doit également produire des informations qui après traitement et analyse génèrent des actions correctives ou préventives. Le but de ce traitement est d'améliorer la qualité de la production dans une optique d'amélioration continue. Le contrôle en fabrications destinées au pilotage est l'exemple type (mais non unique) de cette boucle d'amélioration.

Le contrôle considéré comme un processus

Si l'on considère le contrôle comme un processus, les produits et données
- d'entrée sont :
  - le produit à contrôler ;
  - les dispositions préétablies ;
  - la qualification, la formation des personnes qui effectuent le contrôle ;
- de sortie sont :
  - le produit contrôlé ;
  - les enregistrements du contrôle ;
  - les informations destinées à l'amélioration.

## Le Contrôle qualité gouvernemental pour l'import/export
Un nouveau type de contrôle qualité est apparu ces dernières années pour les échanges de marchandises inter-continent à travers le monde. Ce contrôle concerne spécialement les exportations vers les pays africains et vise à contrôler la qualité des marchandises exportées vers ces pays en voie de développement.

### Le cas de l'Algérie
Pour remédier au trafic de marchandises non conformes, le 16 février 2009, la « banque centrale d'Algérie » a rédigé la note no 16/DGC/2009 destinée aux banques et aux établissements financiers intermédiaires agréés. L'objet de cette note est de contrôler les exportations vers l'Algérie pour tous les règlements par « remise documentaire » et « crédit documentaire ». Il est souligné que pour toutes exportations vers l'Algérie suivant les RUU600 de la CCI, il y a lieu d'exiger parmi les documents constitutifs du dossier :

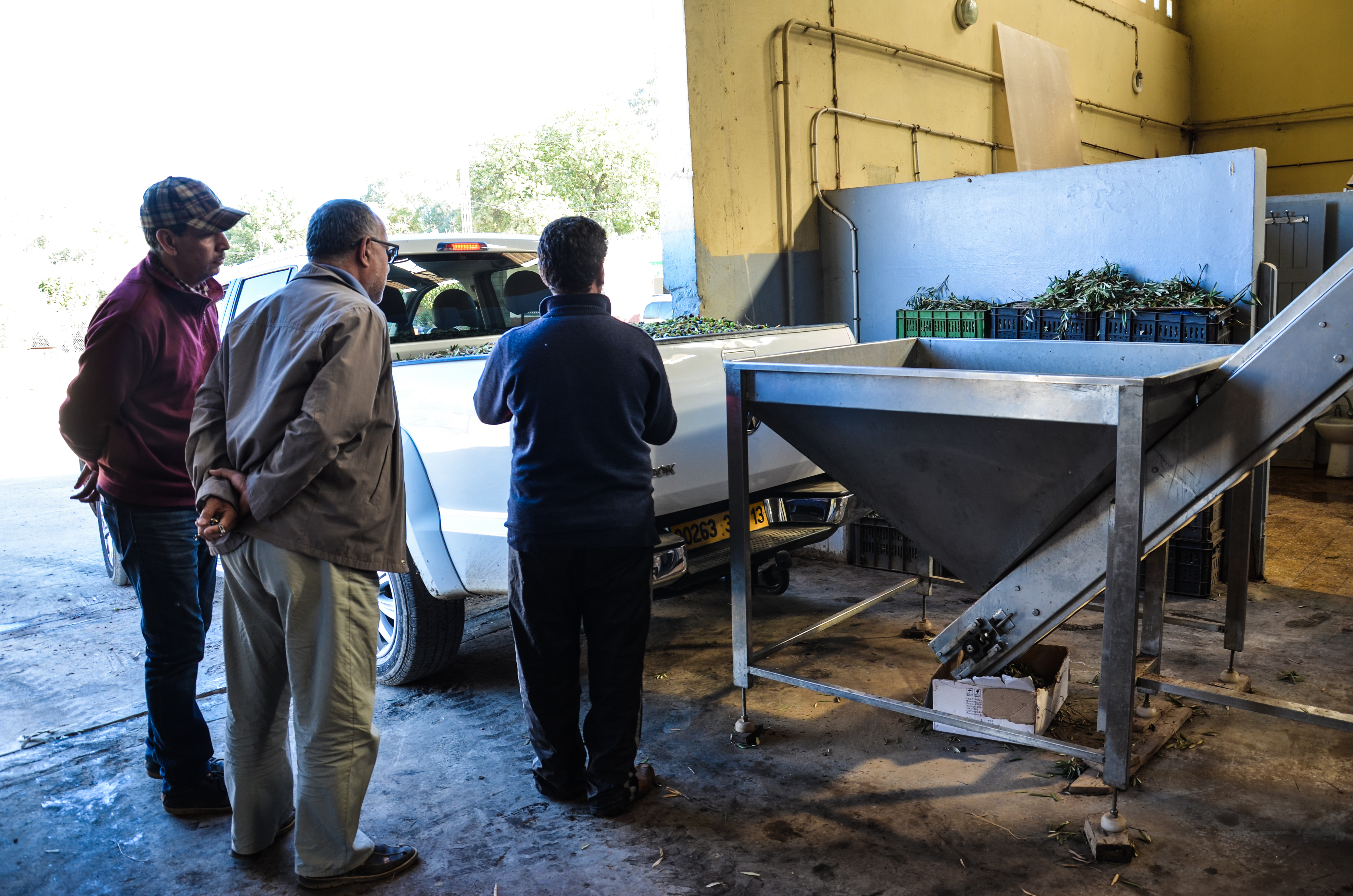
Contrôle de la qualité des olives en Algérie.

- certificat phytosanitaire pour tout produit agro-alimentaire ;
- « certificat de contrôle qualité » marchandise ;
- certificat d'origine de l'importation du lieu de production ;
- certificat de conformité (avec la mention « conforme aux normes européennes en vigueur à ce jour » pour tous les départs de marchandise des pays de l'union Européenne), ce certificat vise à obliger les exportateurs européens à exporter en Afrique uniquement des marchandises conformes à leurs propres normes (un certificat de conformité aux normes internationales est demandé dans le cas d'une importation provenant d'un autre continent).

Ces documents dorénavant obligatoires, doivent être établis par des organismes dûment habilités du pays exportateur, lesquels sont nécessairement différents du fournisseur, du transitaire, de l'exportateur, et du destinataire.
Pour le certificat phytosanitaire il faut faire appel aux laboratoires, pour le certificat d'origine, il doit être émis par la chambre du commerce et visé par celle-ci.
Pour le certificat de conformité, il doit être rédigé par l'unité de fabrication de la marchandise et indiquer l'organisme exportateur de la marchandise vers l'Algérie.
Pour le « certificat de contrôle qualité », il est émis par des sociétés de contrôle agréés (liste en banque centrale d'Algérie)
De nouvelles directives se sont ajoutées à la note no 16/DGC/2009 le 26 juillet 2009.
Le gouvernement nous informe qu’un changement important dans la règlementation est intervenu concernant les importations algériennes. Le paiement de celles-ci doit s’effectuer à compter du 2 août 2009 obligatoirement par le moyen du CRÉDIT DOCUMENTAIRE uniquement.
Art 69 – Loi du 26 juillet 2009 : « Le paiement des importations s’effectue obligatoirement au moyen du seul crédit documentaire. » Page 14 du journal officiel de la République Algérienne no 44 ( Télécharger le journal ici).
IMPORTANT : Il est préférable d'indiquer les coordonnées de l’organisme de contrôle sur vos crédits documentaires, par exemple : la mention « Organisme de contrôle NOM DE L'ORGANISME » doit figurer sur les papiers du crédit documentaire.
Cette loi entre en application à compter du dimanche 2 août 2009, les exportateurs doivent prendre en compte que le paiement par crédit documentaire implique de joindre un certificat de contrôle de qualité au document bancaire. Ce certificat doit être réalisé par un des organismes de contrôle indiqué plus haut.

### Les autres pays
Les autres pays plateforme pour l'Afrique sont encore des portes d'entrée libre pour les marchandises non conformes aux exigences de qualité de ce contrôle gouvernemental de l'import/export.
À noter qu'actuellement le Maroc, la Tunisie et l'Israël sont en train de mettre en place un type de contrôle similaire, et d'autres pays viendront dans les mois et les années à venir à travailler sous les mêmes normes que le reste du globe pour ce qui s'agit des normes de qualité afin que les marchandises en circulation sur le continent africain soient en conformité avec les normes de qualité du reste du monde.